# ウクラインカ (アムール州)
座標: 北緯51度09分 東経128度30分 / 北緯51.150度 東経128.500度
ウクラインカ(ロシア語:Украинкаウクライーンカ)は、ロシア連邦のアムール州セルィシェフスキー地区にある居住地(населённый пунктナスィリョーンヌィイ・プーンクト)である。

## 概要
ウクラインカは、北緯51度09分東経128度30分に位置している。最寄の都市は、36 km離れたところにあるスヴォボードヌイである。
ウクラインカには、ソ連時代より空軍(ソ連空軍・ロシア空軍)の基地が置かれ、第37航空軍第326重爆撃機師団が置かれている。また、航空博物館が基地に併設されている。